# Para (moneta)
Para (tur. para, pers. pāre پاره) – moneta zdawkowa w Imperium Osmańskim i w krajach powstałych po jego upadku: Turcji, Serbii, Czarnogórze (później Jugosławii) oraz Albanii. 
Jako dawna moneta osmańska i turecka stanowiła 1/40 kurusza (kuruş) lub dawniej 3 akcze (akçe), co równało się 1/100 liry tureckiej (obecnie lira dzieli się tylko na kurusze). 
W Serbii para stanowiła 1/100 dinara od XIX wieku; w 2008 roku wycofano z obiegu ostatnie monety wartości 50 para. W Księstwie Czarnogóry perper dzielił się na 100 para (podczas krótkiego istnienia w latach 1906-1918).
W Albanii para była używana jako waluta przed wprowadzeniem albańskiego leka w 1926. W językach albańskim, greckim, bułgarskim, macedońskim, rumuńskim, serbskim i tureckim para (lub l.mn. παράδες, pari, pare, parale, paraja, paralar) oznacza ogólnie „pieniądze”.

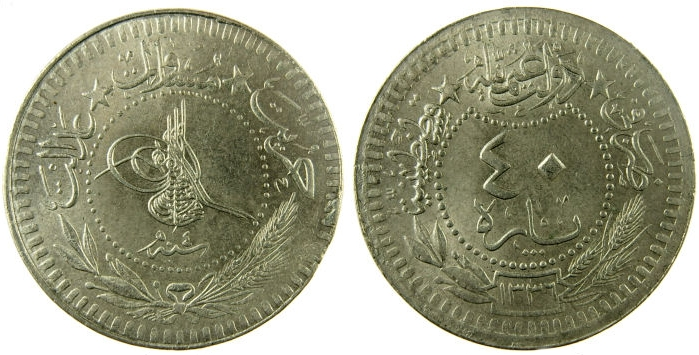
osmańskie 40 par
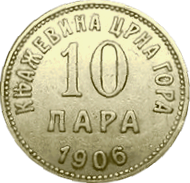
10 par czarnogórskich
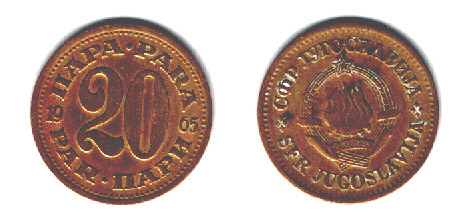
20 par jugosłowiańskich
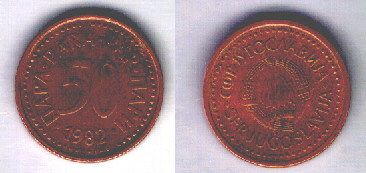
50 par jugosłowiańskich